# Krepost
Krepost (bulgariska: Крепост) är ett distrikt i Bulgarien.   Det ligger i kommunen Obsjtina Dimitrovgrad och regionen Chaskovo, i den centrala delen av landet, 200 km öster om huvudstaden Sofia.
Trakten runt Krepost består till största delen av jordbruksmark. Runt Krepost är det ganska tätbefolkat, med 129 invånare per kvadratkilometer.